# 肥東県
肥東県（ひとう-けん）は、中華人民共和国安徽省合肥市に位置する県。

## 行政区画
- 鎮:店埠鎮、撮鎮鎮、梁園鎮、橋頭集鎮、長臨河鎮、石塘鎮、古城鎮、八斗鎮、元疃鎮、白竜鎮、包公鎮、陳集鎮
- 郷:衆興郷、張集郷、馬湖郷、嚮導郷、楊店郷
- 民族郷:牌坊回族満族郷